# 東レ

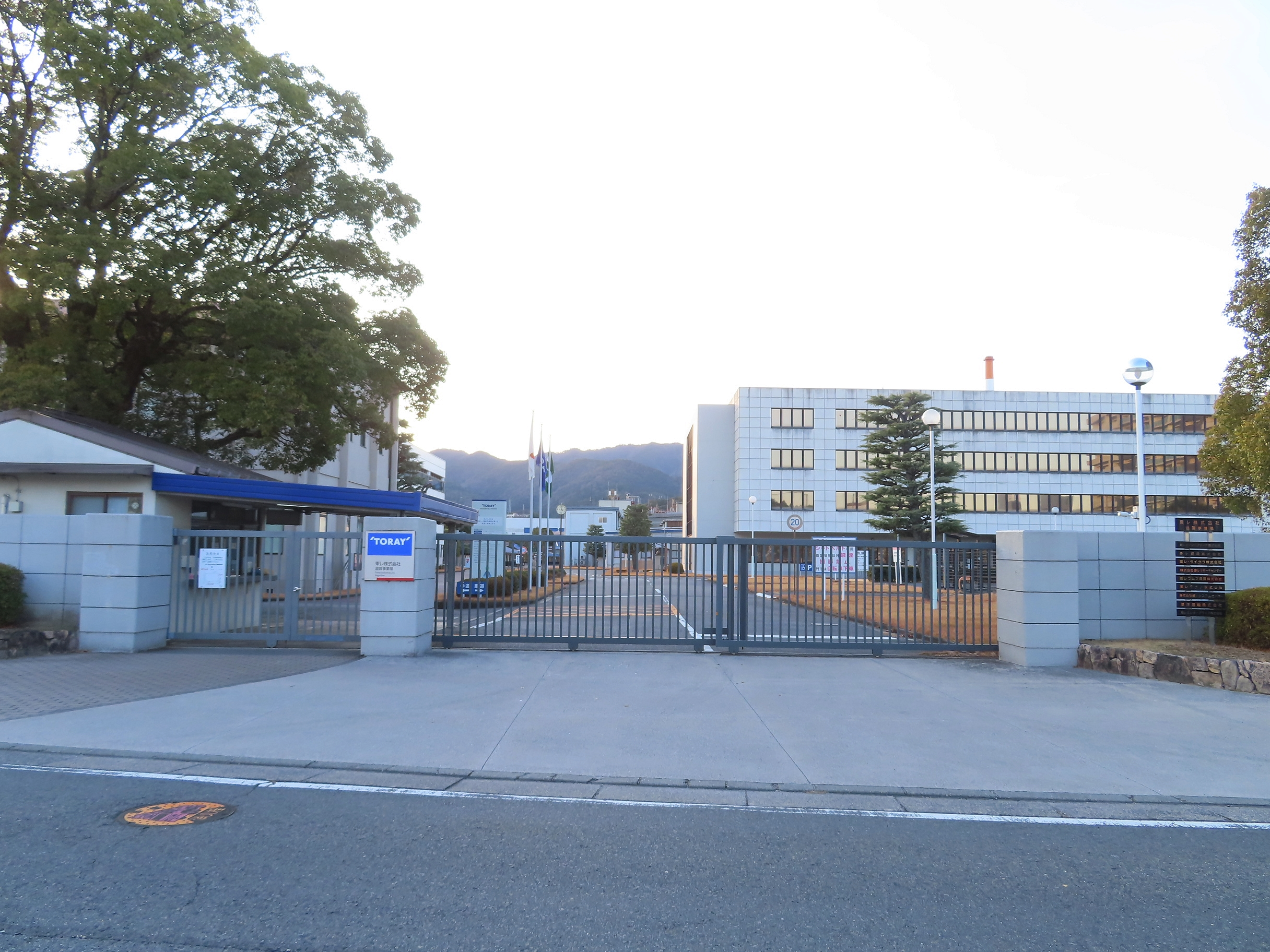
滋賀事業場（滋賀県大津市）。東レの中で最も古い事業拠点で、研究部門の中心でもある。

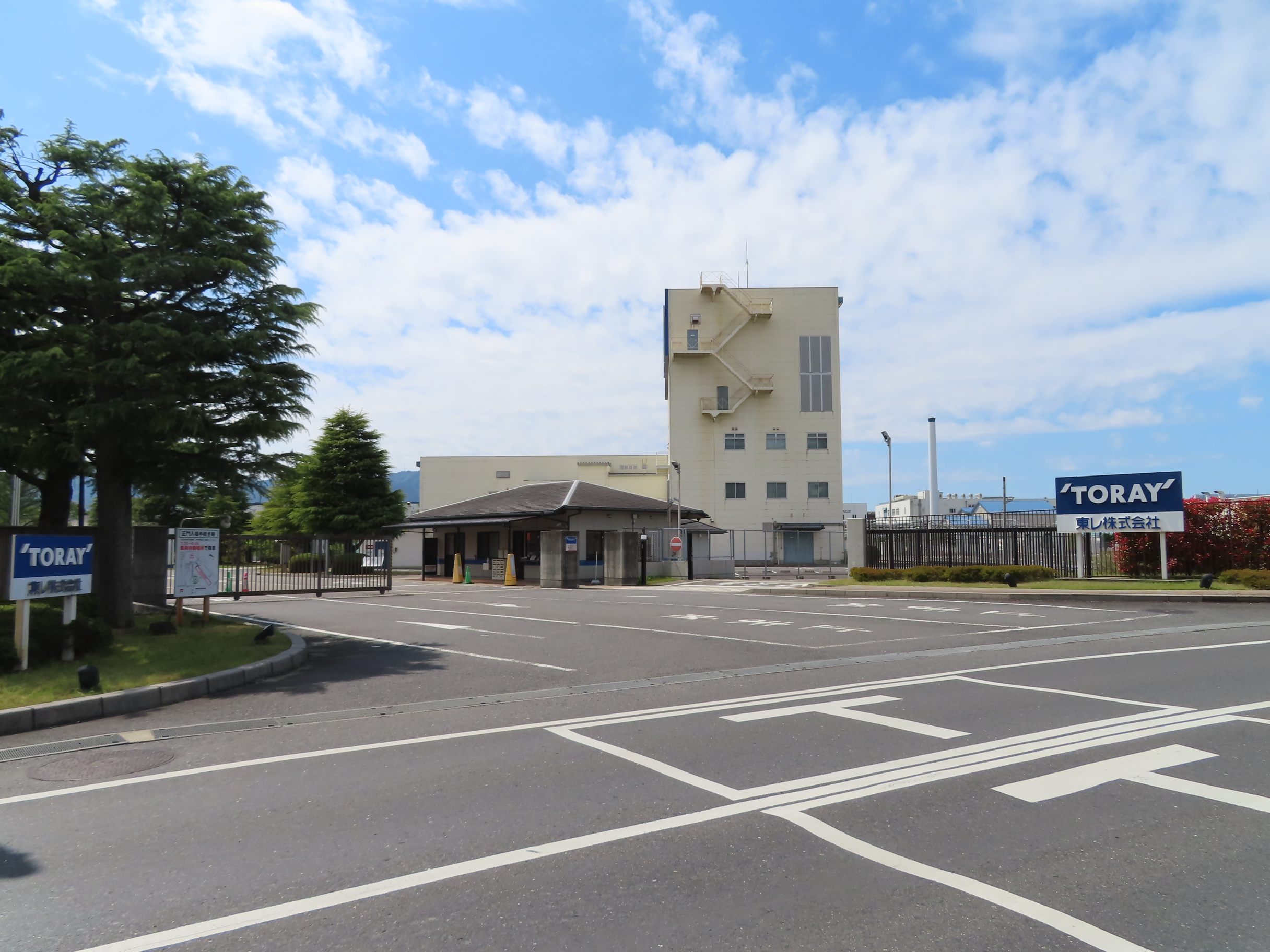
瀬田工場（滋賀県大津市）。東レの中では2番目に歴史がある。

東レ株式会社（とうレ、英語: Toray Industries, Inc.）は、東京都中央区日本橋室町に本社、大阪府大阪市北区中之島に大阪本社を置く、合成繊維・合成樹脂をはじめとする化学製品や情報関連素材を取り扱う大手総合化学メーカー。日経平均株価およびJPX日経インデックス400の構成銘柄のひとつ。
炭素繊維の開発・販売で世界首位。三井グループの中核企業の一つとしてその名を知られる。
コーポレート・スローガンは、「Innovation by Chemistry」（化学による革新と創造）。また同社の企業広告では「素材には、社会を変える力がある。」（MATERIALS CAN CHANGE OUR LIVES.）のフレーズも使用されている。
社名にあるレは再生繊維のレーヨンを意味する（旧社名：東洋レーヨン）が、東レはレーヨンの生産を終了している。

## 概要
化学繊維は19世紀より実用化されており、日本でも1918年（大正7年）に、秦逸三らの手により帝国人造絹絲（現・帝人）が誕生していた時代でもあった。そうした時代の到来に対応すべく、三井物産の出資により東洋レーヨンとして、1926年（大正15年）に創業した。滋賀県大津市に滋賀事業場を開設し、生産を開始する。1951年（昭和26年）には米・デュポン社により開発された合成繊維、ナイロンの製造技術を導入し、1958年（昭和33年）には、帝人と共にポリエステル繊維「テトロン」（テは帝人の「テ」、トは東レの「ト」から来るもの）の生産を開始し、徐々に業績を上げてゆく。1964年（昭和39年）には、絹に似せたポリエステル繊維でつくられた、日本初の丸洗い可能な着物「シルック」を開発した。同じくしてアクリル繊維の「トレロン」も開発する。トレロンは、当時セーターなどのニットウェアを洗濯機などで洗うと縮んで着られなくなってしまうという不安を解消することに成功した。
一方、社名にもなったレーヨン糸については、1963年に生産を収束（レーヨン綿については、1975年まで製造）。社名と実業の乖離が生じたため、1970年1月に東レに社名変更した。
1970年（昭和45年）には、高級スエードに似せてつくられた人工皮革「エクセーヌ」（現在も高級感を持つ化学繊維の代表となっており、自動車用内装材としては「アルカンターラ」のブランド名で世界展開）、テニスラケットなどに使用される炭素繊維「トレカ」、静電気の起こらない化学繊維「パレル」などを開発した。その後も1986年（昭和61年）には古舘伊知郎が出演したCMでも知られる家庭用浄水器「トレビーノ」（同社の開発した中空糸膜を利用）や、眼鏡のレンズクリーンシートとして知られる「トレシー」（同社製の極細繊維を利用）など、現在も化学技術を軸に様々な製品を開発し、世に送り出し続けている。
各スポーツ大会へ積極的に協賛していることでも知られ、特に1973年（昭和48年）に初協賛して以来「東レ シルックトーナメント」から今日まで協賛し続けている「東レ パン・パシフィック・オープン・テニストーナメント」などで有名である。その他、バレーボール部の「東レアローズ」（男子・女子）や、ボート競技の「東レ滋賀ボート部」（滋賀事業場の所属）もある。
2008年（平成20年）に国連協会ニューヨーク本部から「ヒューマニタリアン賞」を受賞した。2008年（平成20年）のテーマは「環境・気候変動」で、ミレニアム・ゴールの＃7（Millennium Development Goals; 2015年（平成27年）までに達成すべき21世紀の国際社会の8つのゴール）「環境の持続可能性の確保」をテーマに捉えた賞であり、環境配慮型事業活動ならびにCSR活動（水処理・造水事業の展開、炭素繊維による温室効果ガス削減への貢献、省エネ、職場改善等）が気候変動や社会の持続的成長に貢献していると評価され、日本企業としては初めて国連協会ニューヨーク本部 (The United Nations Association of New York) から「2008年ヒューマニタリアン賞 (Humanitarian Award) 」が贈られた。授賞式は2008年（平成20年）10月23日にニューヨークの国連本部で開催され、東レからは榊原定征代表取締役社長（当時）が代表して出席、三井グループの主要企業からも幹部が同席した。
現在同社の会長を務める榊原定征は2014年（平成26年）から2018年（平成30年）まで第4代日本経団連会長を務め、高度プロフェッショナル制度の導入に尽力した。また元副社長で現在特別顧問を務める飯島英胤は2006年（平成18年）から日韓経済協会第7代会長を務めている。
東レの三六協定（平成28年3月締結）は、所定労働時間基準で特別条項は月100時間、年間900時間まで認められ、厚生労働省の定める過労死ラインを超過する。

## 歴史
- 1926年（大正15年）1月12日 - 東洋レーヨン株式会社設立。
- 1951年（昭和26年）4月 - 社歌制定。
- 1955年（昭和30年）1月2日 - ナイロンザイル事件が発生。作家の井上靖が朝日新聞に連載した小説『氷壁』の素材として取り扱われ、注目を集める。2007年には『石岡繁雄が語る - 氷壁・ナイロンザイル事件の真実』が刊行された。
- 1963年（昭和38年）5月 - 新社章制定。
- 1970年（昭和45年）1月1日 - 東レ株式会社に社名変更。
- 1986年（昭和61年）4月16日 - 創立60周年に伴い、現在のロゴマークに変更。同時にコーポレートスローガン「原点は、くらしです。」も制定。
- 2006年（平成18年）
  - 4月1日 - 創立80周年に伴い、現在のコーポレートスローガンを使用。
  - 4月- 特許翻訳家の育成を目的に特許翻訳スクールを開講。入門講座、専門講座、通信講座、基礎技術講座を開講。東レ知的財産センターが運営。
- 2015年（平成27年）5月11日 - 同社の取締役だった森本忠夫が死去。

## 主要製品
- 3大合成繊維（ナイロン、ポリエステル（テトロン）、アクリル繊維（トレロン））
- 吸湿発熱繊維（ヒートテック）
- フィルム製品
- 合成樹脂　エンジニアリング・プラスチック（6.66ナイロン（アミラン）、PBT（トレコン）、ABS（トヨラック））スーパー・エンジニアリング・プラスチック（PPS（トレリナ）、LCP（シベラス））
- 炭素繊維（トレカ）
- カラーフィルター
- 印刷材料
- 浄水器（トレビーノシリーズ）
- 人工腎臓（フィルトライザー）
- コンタクトレンズ（ブレス・オー）

炭素繊維複合材料はボーイング787の一次構造材に採用され、機体の軽量化に貢献している。PAN系炭素繊維メーカーとしては、世界最大手である。
民生品では、微細繊維眼鏡拭き「トレシー」の製造元として有名。微細繊維が油分をとる効果に着目したもの、洗顔用としても売れた。また、同社の開発した中空糸膜を利用した家庭用浄水器「トレビーノ」シリーズでも有名である。

### 戦時中の兵器生産
東洋レーヨン（当時）は太平洋戦争中期になると、繊維工場の機械設備は修理が困難となり、また機械設備は金属類回収令 に供出されるなど経営は厳しくなった。しかし、東洋レーヨンは大戦終了後に繊維メーカーとして再起するため、あくまで化学繊維生産を通した。大戦中も、あくまで主力製品は軍需衣料、国民衣料と占領地供給衣料生産であった。
しかし、軍需産業への転出を希望する技術者を引き留めるため、機械設備供出後に遊休化した工場設備を利用して、滋賀工場において兵器生産が開始された。兵器生産は1943年（昭和18年）5月から始まり、海軍向けの九二式魚雷を月産100本、魚雷の頭部を日産125本を生産し、呉海軍工廠および舞鶴海軍工廠へ納品した。
太平洋戦争終戦後は兵器製造部門の民需転換のため車輌部として発足し、1945年（昭和20年）11月30日から滋賀工場において鉄道車両の修理が開始された。最初は戦災車両の修理・解体から始まり、鉄道省の協力により客車・貨車の修理・改造・新造のほか、私鉄車両の修理・新造、タンク車の製造などを行った。1949年（昭和24年）3月の職制改革で滋賀工場車輌部は東洋機械工業所として分離されたのち、1955年（昭和30年）3月の職制改正で東洋機械工業所は廃止された。以下に製造に関わった車両例を示す。
- 京阪70型電車
- 国鉄70系客車
- 国鉄タム900形貨車
- 国鉄タム1700形貨車
- 国鉄タム3200形貨車
- 国鉄タム3250形貨車
- 国鉄タム4000形貨車

車両に取り付けられる製造所銘板は、東洋レーヨン車輌部と書かれていた。

## 事業場・工場/主要生産品目
- 滋賀事業場（滋賀県大津市）[14]。
  - エクセーヌ基材（人工皮革）、トプティカル （カラーフィルター）、トレビーノ（家庭用浄水器）
- 瀬田工場（滋賀県大津市）
  - トレロン混紡糸、医療用具（イノウエ・バルーン、アンスロン（P-Uカテーテル）
- 愛媛工場（愛媛県伊予郡松前町）
  - 東レテトロン（ポリエステル短繊維）、トレカ（炭素繊維）、ロメンブラ（逆浸透膜モジュール）、トレコン（PBT樹脂）
- 名古屋事業場（名古屋市港区）
  - アミラン（ナイロン樹脂）、トレコン（PBT樹脂）、各種ファインケミカルズ
- 東海工場（愛知県東海市）
  - カプロラクタム、テレフタル酸、東レテトロン（チップ）、トレリナ（PPS樹脂）
- 愛知工場（名古屋市西区）
  - ナイロン長繊維、レイテラ（プラスチック光ファイバ）
- 岡崎工場（愛知県岡崎市）
  - ナイロン長繊維、東レ水なし平板（印刷版材）、フィルトライザー（人工腎臓）、トレビーノ（家庭用浄水器）
- 三島工場（静岡県三島市）
  - ルミラー（ポリエステルフィルム）、東レテトロン（ポリエステル長繊維）、ドルナー （プロスタサイクリンPGI2誘導体製剤）、フエロン（天然型インターフェロンβ製剤）
- 千葉工場（千葉県市原市）
  - トヨラック（ABS樹脂)
- 土浦工場（茨城県土浦市）
  - トレファンBO（ポリプロピレンフィルム)
- 岐阜工場（岐阜県安八郡神戸町）
  - エクセーヌ（人工皮革）、ルミラー（ポリエステルフィルム）、トレリナ（PPSフィルム）
- 石川工場（石川県能美市）
  - 　東レテトロン（ポリエステル長繊維）、ナイロン長繊維、トレカ （プリプレグ）
- 那須工場（栃木県那須塩原市）
  - セティーラ（非水電解質二次電池用セパレータフィルム）

## 関係会社
| - 石川殖産株式会社（石川県能美郡辰口町） - 一村産業株式会社（石川県金沢市） - エイトピア株式会社（東京都中央区） - 大垣扶桑紡績株式会社（岐阜県大垣市） - 東レコムズ岡崎株式会社（愛知県岡崎市） - 株式会社鎌倉テクノサイエンス（神奈川県鎌倉市） - 関東ゼネラルサービス株式会社（東京都中央区） - 東レコムズ岐阜株式会社（岐阜県安八郡神戸町） - サンリッチモード株式会社（東京都中央区） - 東レコムズ滋賀株式会社（滋賀県大津市） - 水道機工株式会社（東京都世田谷区） - 創和テキスタイル株式会社（石川県羽咋市） - 曽田香料株式会社（東京都中央区） - 東レコムズ千葉株式会社（千葉県市原市） - 蝶理株式会社（大阪市中央区） - 東レコムズ土浦株式会社（茨城県土浦市） - 東レコムズ愛知株式会社（名古屋市西区） - 東洋実業株式会社（滋賀県大津市） - 東レコムズ愛媛株式会社（愛媛県伊予郡松前町） - 東洋電植株式会社（三重郡菰野町） - 東レプラスチック精工株式会社（東京都中央区） - 東レアルファート株式会社（大阪市北区） - 東レインターナショナル株式会社（東京都中央区） - 東レACS株式会社（東京都中央区） - 東レエクセーヌプラザ株式会社（東京都中央区） - 東レエンジニアリング株式会社（東京都中央区） - 東レエンタープライズ株式会社（東京都中央区） - 東レ・オペロンテックス株式会社（東京都中央区） - 東レきもの販売株式会社（京都市中京区） - 株式会社東レ経営研究所（東京都千代田区） | - 東レKPフィルム株式会社（兵庫県加古川市） - 東レ建設株式会社（大阪市北区） - 東レコーテックス株式会社（京都市南区） - 株式会社東レシステムセンター（東京都中央区） - デュポン・東レ・スペシャルティ・マテリアル株式会社（東京都千代田区） - 株式会社東レ知的財産センター（滋賀県大津市） - 東レ・ディプロモード株式会社（東京都港区） - 東レ・テキスタイル株式会社（愛知県稲沢市） - 東レテクノ株式会社（滋賀県大津市） - 東レ・デュポン株式会社（東京都中央区） - 東レバッテリーセパレータフィルム株式会社（栃木県那須塩原市） - 東レ・トラベル株式会社（東京都中央区） - 東レハイブリッドコード株式会社（愛知県西尾市） - 東レ・ファインケミカル株式会社（東京都千代田区） - 東レフィルム加工株式会社（東京都中央区） - 東レ・プレシジョン株式会社（滋賀県大津市） - 東レペフ加工品株式会社（滋賀県湖南市） - 東レ・メディカル株式会社（東京都中央区） - 東レ・モノフィラメント株式会社（愛知県岡崎市） - 株式会社東レリサーチセンター（東京都中央区） - 株式会社東レシステムセンター（東京都中央区） - 東レACE株式会社（東京都中央区） - 東和織物株式会社（大阪府富田林市） - 株式会社日本アパレルシステムサイエンス（東京都中央区） - 丸一繊維株式会社（新潟県糸魚川市） - 丸佐株式会社（岐阜県岐阜市） - 東レコムズ三島株式会社（静岡県三島市） - 東レコムズ名古屋株式会社（名古屋市港区） - 東レ・カーボンマジック株式会社（滋賀県米原市） |

### 元関係会社
- パナソニック プラズマディスプレイ株式会社（大阪府茨木市）　事業を解散

## 代理店
上場している代理店には、株式会社アバールデータ等がある。

## 水着キャンペーン
東レは1960年（昭和35年）より水着キャンペーンを開始していた。1969年（昭和44年）から1973年（昭和48年）までは木原美知子を専属水着アドバイザーとして起用し、水着素材「ピチ」のキャンペーン展開を行った。1974年（昭和49年）から1980年（昭和55年）までは海外水着ブランド「カタリナ」のシンボルとして外国人モデルを起用した。
1981年（昭和56年）から、本格的な水着キャンペーンガールを起用している。初代はクリス・ソロムコ。それ以降、歴代キャンペーンガールから山口智子、杉本彩、藤原紀香、菊川怜などの女優・タレントを次々と輩出した。
大手繊維企業が水着キャンペーンガールから次々と撤退する中、東レは今後も続けていくことを強調している。
2015年（平成27年）度より『東レキャンペーンガール』に改称。
2006年（平成18年）からはデサントとのコラボレーションで、男性用水着「Mr.T-body」のPRとして、業界初の『キャンペーンボーイ』も新設した。初代キャンペーンボーイに鈴木亮平、2代目にはビーチバレー選手の畑信也が選ばれた。
2024年（令和6年）、終了した。

## 出身著名人
- 早船ちよ - 児童文学作家
- 田中宇 - ジャーナリスト
- 林文子 - 前横浜市長（元東京日産自動車販売代表取締役社長）
- 川端達夫 - 前衆議院副議長（元衆議院議員）
- 小野喬 - 体操選手、指導者。東京オリンピック日本選手団主将
- 戸田忠男 - 剣道家、史上二人目となる二刀流八段

## スポンサー番組

### 現在
2025年（令和7年）4月現在
- BBC地球伝説（BS朝日・火曜日の提供を担当）
  - 2009年9月まで、毎日放送制作・TBS系列日曜日22時台の番組を長らく提供していたが、『地球感動配達人 走れ!ポストマン』終了により提供を終了した。その後1年間に渡り提供番組がなかったが、『ワールドビジネスサテライト』2010年10月1日放送より提供を開始した。なお、2023年3月末をもって降板したため、同年4月以降レギュラー番組での提供は無し。
  - 2011年3月11日に東北地方太平洋沖地震（東日本大震災）が発生したことで、同年9月末まで、同社CMの冒頭では、被災者へのお見舞いと震災からの復興に取り組む同社グループの企業姿勢を案内するメッセージが付け加えられていた。

### 過去
- CBCフラッシュニュース（中部日本放送、1社提供（木曜日））
- 東海フラッシュニュース（東海テレビ、1社提供（金曜日））
- コメディフランキーズ（TBS系列、1社提供）
- チャコちゃん社長（TBS系列、1社提供）
  - 『チャコちゃんシリーズ→ケンちゃんシリーズ』で唯一の本社の1社提供。
- ジャングルボンバ（日本テレビ、1社提供）
- ダイナミックグローブ（日本テレビ、1社提供）
  - 週レギュラー時代にそれまでの大黒葡萄酒（現：メルシャン）に代わって提供。
- ノンフィクションアワー（日本テレビ、1社提供）
- 夜のグランド劇場（日本テレビ）
- ご両人登場（日本テレビ）
- 地球ZIG ZAG（毎日放送制作・TBS系列、1社提供）
- 月曜ロードショー（TBS系列）
- 蝶々・たけしの21世紀まで待てない!!（よみうりテレビ制作・日テレ系列）
- それいけ!!ココロジー（よみうりテレビ制作・日テレ系列）
- アッコのおかしな仲間（よみうりテレビ制作・日テレ系列）
- NNNきょうの出来事（日本テレビ、日曜は一部地域でスポンサー差し替え）
- ジャングルTV 〜タモリの法則〜（毎日放送制作・TBS系列、放送開始から筆頭スポンサーを務めていたが、半年後にヒッチハイクへ移行）
- 毎日放送制作・TBS系列日曜22時枠
  - 世界ウルルン滞在記→世界ウルルン滞在記2008→地球感動配達人 走れ!ポストマン（いずれも筆頭スポンサー）
- ダンロップフェニックストーナメント（毎日放送・宮崎放送共同制作・TBS系列、2006年）
- 甦るマヤ・1990〜密林に眠る大王を探して〜（毎日放送制作・TBS系列、1990年9月2日）
- 東レ パン・パシフィック・オープン・テニストーナメント（TBS）
  - 2015年までは全国ネット放送。2016年は関東ローカルで準決勝・決勝戦はハイライト放送だった。
- テレビあッとランダム（テレビ東京系列、1988年頃）
- ワールドビジネスサテライト（テレビ東京系列） ほか

## 提供読み・クレジット
- 「ファッションから宇宙開発まで新素材で明日を創る東レ」・東レ株式会社
- 「先端材料で新しい価値を創る・イノベーションバイケミストリー東レグループ」・TORAY

## 不祥事・事故
- 2006年（平成18年）2月2日 - 名古屋市港区大江町の「東レ名古屋事業場」の樹脂製造工場脇に設置されたポンプ付近で爆発が起き、漏れ出た化学物質に引火、黒煙を上げながら炎上し、約5時間後に鎮火した。2人が全身にやけどを負うなど重傷を負った[17]。
- 2006年（平成18年）8月15日 -  東レ瀬田工場（滋賀県大津市）第二工場の火災で、同社の衣料用素材の開発拠点であるテキスタイル開発センター（約1万平方メートル）が焼失した[18]。
- 2007年（平成18年）9月22日 - 静岡県長泉町下土狩の三島工場で爆発が起き、工場内でポリエステルフィルムの製造機械に付属するタンク付近にいた男性作業員3人がやけどなどのけがを負った[19]。
- 2013年（平成25年）12月20日 - 派遣先でセクハラ被害を受けたとして、派遣労働者の女性が東レ子会社である派遣元の東レエンタープライズに損害賠償を求めた裁判で、大阪高裁は、同社に対し、派遣元が派遣先の労働環境に適切な働きかけを怠ったとして、女性への慰謝料50万円を支払うよう命じた[20]。（東レエンタープライズ事件）
- 2014年（平成26年）9月18日、男性の社員が架空工事を発注したとして、背任の疑いで社員が逮捕される[21]。
- 2014年（平成26年）12月12日、東レアローズに所属し、バレーボール男子の日本代表としても活動していた選手が、窃盗容疑で逮捕される[22]。所属先の東レは同日、東京体育館で開催中の全日本選手権出場を辞退。
- 2015年（平成27年）2月13日 、男性の社員が医療用具の販売促進用の症例説明書や医学論文の翻訳など、架空の発注を繰り返して約2億円を不正に着服したとして、懲戒解雇したと発表[23]。
- 2016年（平成28年）4月21日、千葉工場において、千葉県の環境の保全に関する協定（環境保全協定）に違反し、事前協議を行わずに排出ガス処理装置を更新したこと、当該施設を稼働させていなかったことなどが判明。県と市原市は、協定の遵守等を求める指示を行う[24]。市によると、昨年度の大気環境濃度測定で、工場近くの測定地点で揮発性有機化合物であるアクリロニトリルの年平均値が指針値を上回った[25]。
- 2017年（平成29年）11月28日、子会社の東レハイブリッドコードが2008から2016年まで「タイヤコード」と呼ばれる自動車用タイヤやホース、ベルトといった補強材など149件について、品質データを書き換えていたことを発表[26]。不正な書き換えは2008年4月から2016年7月まで行われ、16年7月に問題が発覚した。その後、社内で調査を進めていたが、今年11月3日にネットにこの問題が書き込まれたことで、公表に踏み切った。日覚社長は業績への影響について「問題ないとなると思うが、たとえ問題があったとしても、それほど大きな額にはならない」と述べ、影響はないとの認識を示した[27]。また、調査報告書[28]には、ほぼ慢性的ともいえる人手不足の状態で管理職の室長が徹夜残業に追い込まれ、やむを得ずに改ざんに至ったと総括した[29]。
- 2018年（平成30年）1月20日、愛媛工場で、ポリエステル繊維の生産施設で勤務していた従業員が、ベルトコンベアーの上を移動していたポリエステル繊維入りの袋と鉄柵の間に挟まれ、死亡した[30]。
- 2018年（平成30年）2月1日、ポット型浄水器「トレビーノ メガ盛りパック」が実際には4個入りであるところを、5個入りであるかのように見せかけて販売したとして、景品表示法違反（有利誤認）で消費者庁から再発防止の措置命令を受けた[31]。
- 2019年（平成31年）2月22日、水処理システム装置の販売において、従業員が第三者との取引に関連し不正行為（有印私文書偽造、同行使罪等）を行っていたことを発表。日覺社長の直轄案件の事業であり、日覺社長名の委任状、社長印鑑の押印、印鑑証明書も添えられていたが、東レは連帯債務保証が会社承認のものではなく水処理システム事業部長の独断行為と主張し当従業員解雇[32]。これに伴い東レの粉飾決算疑惑が生じる[33]。
- 2020年（令和2年）3月19日、東レ子会社の水道機工の社員が国家資格「1級土木施工管理技士」を不正取得したとして、国交省は資格の不正取得者の特定や過去の工事の品質確認、原因究明などを指示[34]。
- 2020年（令和2年）8月25日、東レの名古屋事業場に勤務していた男性が肺がんを患って死亡したのは、アスベストの対策がとられていなかったことが原因として、妻らが東レに4500万円の賠償求め提訴[35]。
- 2020年（令和2年）12月22日、経済産業省は、子会社の東レインターナショナルが中国で炭素繊維を本来の顧客ではない事業者に流出させたとして、再発防止を求める行政指導（警告）をしたと発表した[36]。外国為替法では、炭素繊維など軍事転用の恐れのある品目を輸出する際は、最終消費者も明示したうえで国の許可を得る必要がある。
- 2021年 (令和3年) 4月28日、東レの元従業員が担当していた繊維を販売する商流において、糸加工の業務委託に関連し長年にわたり業務代金を委託先から着服をしていたと発表した[37]。